# Harpiocephalus harpia
Harpiocephalus harpia är en fladdermusart som först beskrevs av Coenraad Jacob Temminck 1840.  Harpiocephalus harpia ingår i släktet Harpiocephalus och familjen läderlappar. IUCN kategoriserar arten globalt som livskraftig. Inga underarter finns listade i Catalogue of Life. Wilson & Reedrer (2005) skiljer mellan 4 underarter.
Arten blir med svans 103 till 125 mm lång, svanslängden är 40 till 47 mm och vikten ligger vid 12 till 23 g. Djuret har 10 till 14 mm långa bakfötter, 44 till 51 mm långa underarmar och 15 till 18 mm stora öron. Honor har allmänt en mindre storlek. Ovansidan är täckt av intensiv orange päls och på buken förekommer ljusare päls med grå skugga. Hår finns även på underarmarna, på vingarna nära bålen och på svansflyghuden. Harpiocephalus harpia kännetecknas även av ett brett huvud och av robusta hörntänder. Öronen är nästan nakna.
Denna fladdermus har flera från varandra skilda populationer. Den når i väst Indien, i norr Nepal och södra Kina, i syd Java och i öst Moluckerna. Arten vistas i skogar i låglandet och i kulliga områden. Den jagar skalbaggar och andra insekter. Individerna antas vila i träd. De hittas inte i grottor.